# Davide di Borgogna
David di Borgogna, conosciuto anche col nome italianizzato di Davide di Borgogna (Atrecht, 1427 – Wijk bij Duurstede, 16 aprile 1496), è stato un vescovo cattolico tedesco, principe-vescovo di Utrecht dal 1456 fino alla sua morte.
Figlio illegittimo di Filippo il Buono, duca di Borgogna, David venne creato vescovo di Utrecht su pressioni di suo padre nel 1456. Questa azione fu fatta nel tentativo di mantenere in forze uno stato centralizzato da parte dello stato borgognone sull'area dei Paesi Bassi. Egli fu inoltre vescovo di Thérouanne dal 1451 al 1456. Fu il terzo vescovo per lunghezza di durata del regno dopo Balderico e Willibrordo.

## Biografia

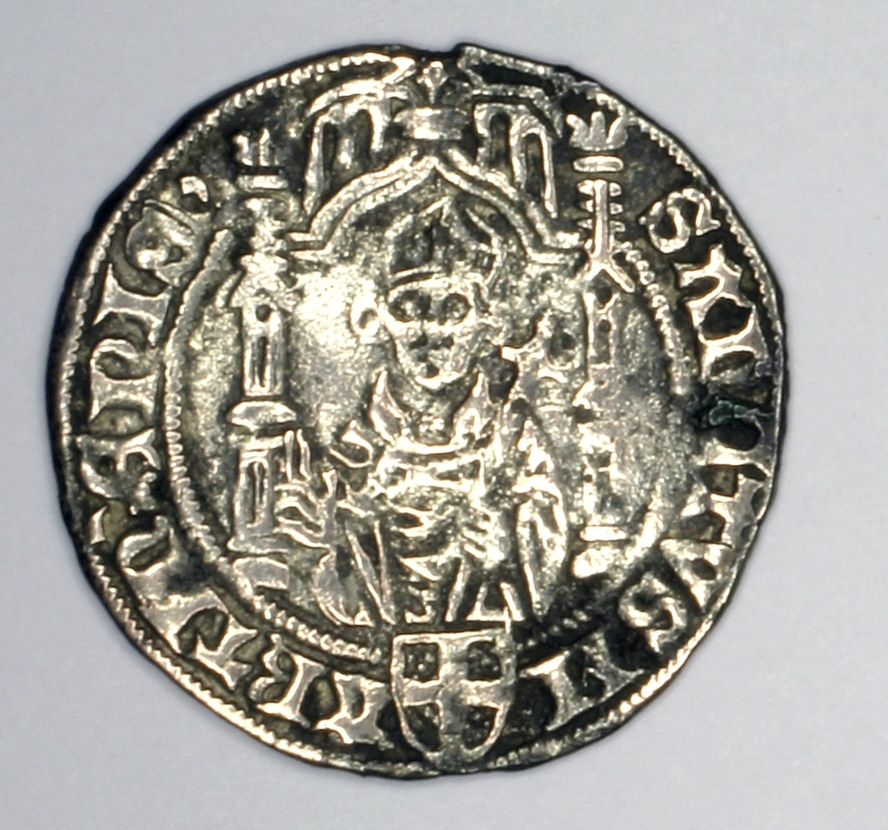
Davide di Borgogna su una moneta argentea di Utrecht

La Cappa di Davide di Borgogna, un prezioso piviale appartenuto al vescovo ed oggi conservato al Museo Catharijneconvent.

David di Borgogna fu vescovo di Thérouanne (Terwaan) dal 1451. Grazie ai Kabeljauwen ed ai borgognoni, venne nominato vescovo di Utrecht dal papa. Il capitolo di Utrecht, ad ogni modo, aveva già eletto il prevosto Gijsbrecht van Brederode, favorito dagli Hoeken. Ma Filippo il Buono forzò a tal punto la Nedersticht ad accettare la nomina di David che il 3 agosto 1456 firmò il trattato di IJselstein. L'Oversticht dovette comunque essere convinta con la forza. Deventer venne assediata per cinque settimane prima della resa.
L'opposizione nei confronti del nuovo vescovo rimase ad ogni modo molto forte e David venne costretto a lasciare Utrecht nel 1459 per insediarsi nella nuova città di Wijk bij Duurstede, dove risiedette per il resto della sua vita. Grazie al supporto borgognone ed a una politica intelligente, la sua autorità crebbe nel vescovato nel giro di breve tempo. Un'altra misura importante fu la creazione della Schive, una corte d'appello centralizzata che surclassava le leggi della città.
Una sortita portò alla cattura di Gijsbrecht van Brederode e di suo fratello Reinoud nel 1470. Questo fatto portò allo scoppio della Prima guerra civile di Utrecht (1470-1474), vinta da David.
Per il potere dei borgognoni all'epoca, David di Borgogna era uno dei vescovi più potenti d'Europa. Egli nominò lo schout cittadino, privò il consiglio della giurisdizione criminale, controllò i dazi ed estese la sua influenza anche alle campagne circostanti.
La morte del suo fratellastro Carlo il Temerario nel 1477 cambiò tutto. La politica di David portò alla rivolta dei sostenitori del partito Hoek nel 1481. Scoppiò una nuova guerra civile e David venne catturato. Massimiliano I d'Austria dovette intervenire a liberare il vescovo. David riconquistò quindi Utrecht con la Battaglia di Westbroek, solo per esserne nuovamente scacciato nel 1483. Dopo l'assedio di Utrecht, la rivolta terminò nel 1483.
David di Borgogna fu un amante dell'arte; egli attrasse a sé diversi artisti e diede impulso alla costruzione del duomo di Utrecht. Modernizzò la residenza dei vescovi, il Castello di Duurstede a Wijk bij Duurstede, e vi fece costruire una grande chiesa locale. Il Museo Catharijneconvent ospita ancora oggi la bellissima Cappa di David di Borgogna, uno splendido manufatto intessuto nel XV secolo.
Durante gli ultimi anni, David si focalizzò sul restauro della situazione finanziaria che appariva fortemente provata dalla guerra civile del 1481-1483, bilanciando l'influenza degli Asburgo che avevano preso il possesso dell'Olanda, e dei duchi di Gheldria.
David morì il 16 aprile 1496 e venne sepolto nella chiesa di Wijk bij Duurstede.

## Ascendenza
|                               |   |                                     | Genitori                                     |  |  | Nonni |  |  | Bisnonni                     |  |  | Trisnonni                  |  |
|                               |   |                                     |                                              |  |  |       |  |  | Filippo II, duca di Borgogna |  |  | Giovanni II, re di Francia |  |
|                               |   |                                     |                                              |  |  |       |  |  | Filippo II, duca di Borgogna |  |  | Giovanni II, re di Francia |  |
|                               |   | Bona di Lussemburgo                 |                                              |  |  |       |  |  | Filippo II, duca di Borgogna |  |  |                            |  |
| Giovanni, duca di Borgogna    |   |                                     |                                              |  |  |       |  |  | Filippo II, duca di Borgogna |  |  |                            |  |
|                               |   | Margherita III, contessa di Fiandra | Luigi II, conte di Fiandra                   |  |  |       |  |  |                              |  |  |                            |  |
|                               |   | Margherita III, contessa di Fiandra | Luigi II, conte di Fiandra                   |  |  |       |  |  |                              |  |  |                            |  |
|                               |   | Margherita III, contessa di Fiandra | Margherita di Brabante                       |  |  |       |  |  |                              |  |  |                            |  |
| Filippo III, duca di Borgogna |   | Margherita III, contessa di Fiandra |                                              |  |  |       |  |  |                              |  |  |                            |  |
|                               |   | Alberto I, duca di Baviera          | Ludovico, imperatore del Sacro Romano Impero |  |  |       |  |  |                              |  |  |                            |  |
|                               |   | Alberto I, duca di Baviera          | Ludovico, imperatore del Sacro Romano Impero |  |  |       |  |  |                              |  |  |                            |  |
|                               |   | Alberto I, duca di Baviera          | Margherita II, contessa di Hainaut           |  |  |       |  |  |                              |  |  |                            |  |
| Margherita di Baviera         |   | Alberto I, duca di Baviera          |                                              |  |  |       |  |  |                              |  |  |                            |  |
|                               |   | Margherita di Brieg                 | Ludovico I, duca di Brieg                    |  |  |       |  |  |                              |  |  |                            |  |
|                               |   | Margherita di Brieg                 | Ludovico I, duca di Brieg                    |  |  |       |  |  |                              |  |  |                            |  |
|                               |   | Margherita di Brieg                 | Agnese di Sagan                              |  |  |       |  |  |                              |  |  |                            |  |
| Davide di Borgogna            |   | Margherita di Brieg                 |                                              |  |  |       |  |  |                              |  |  |                            |  |
|                               | … | …                                   |                                              |  |  |       |  |  |                              |  |  |                            |  |
|                               | … | …                                   |                                              |  |  |       |  |  |                              |  |  |                            |  |
|                               | … | …                                   |                                              |  |  |       |  |  |                              |  |  |                            |  |
| …                             | … |                                     |                                              |  |  |       |  |  |                              |  |  |                            |  |
|                               |   | …                                   | …                                            |  |  |       |  |  |                              |  |  |                            |  |
|                               |   | …                                   | …                                            |  |  |       |  |  |                              |  |  |                            |  |
|                               |   | …                                   | …                                            |  |  |       |  |  |                              |  |  |                            |  |
| Nicoletta de Bosquiel         |   | …                                   |                                              |  |  |       |  |  |                              |  |  |                            |  |
|                               |   | …                                   | …                                            |  |  |       |  |  |                              |  |  |                            |  |
|                               |   | …                                   | …                                            |  |  |       |  |  |                              |  |  |                            |  |
|                               |   | …                                   | …                                            |  |  |       |  |  |                              |  |  |                            |  |
| …                             |   | …                                   |                                              |  |  |       |  |  |                              |  |  |                            |  |
|                               |   | …                                   | …                                            |  |  |       |  |  |                              |  |  |                            |  |
|                               |   | …                                   | …                                            |  |  |       |  |  |                              |  |  |                            |  |
|                               |   | …                                   | …                                            |  |  |       |  |  |                              |  |  |                            |  |
|                               |   | …                                   |                                              |  |  |       |  |  |                              |  |  |                            |  |

## Araldica
| Immagine | Blasonatura                          |
| -------- | ------------------------------------ |
| \| \|    | David di Borgogna Vescovo di Utrecht |
|          |                                      |